# Herrgårdsost

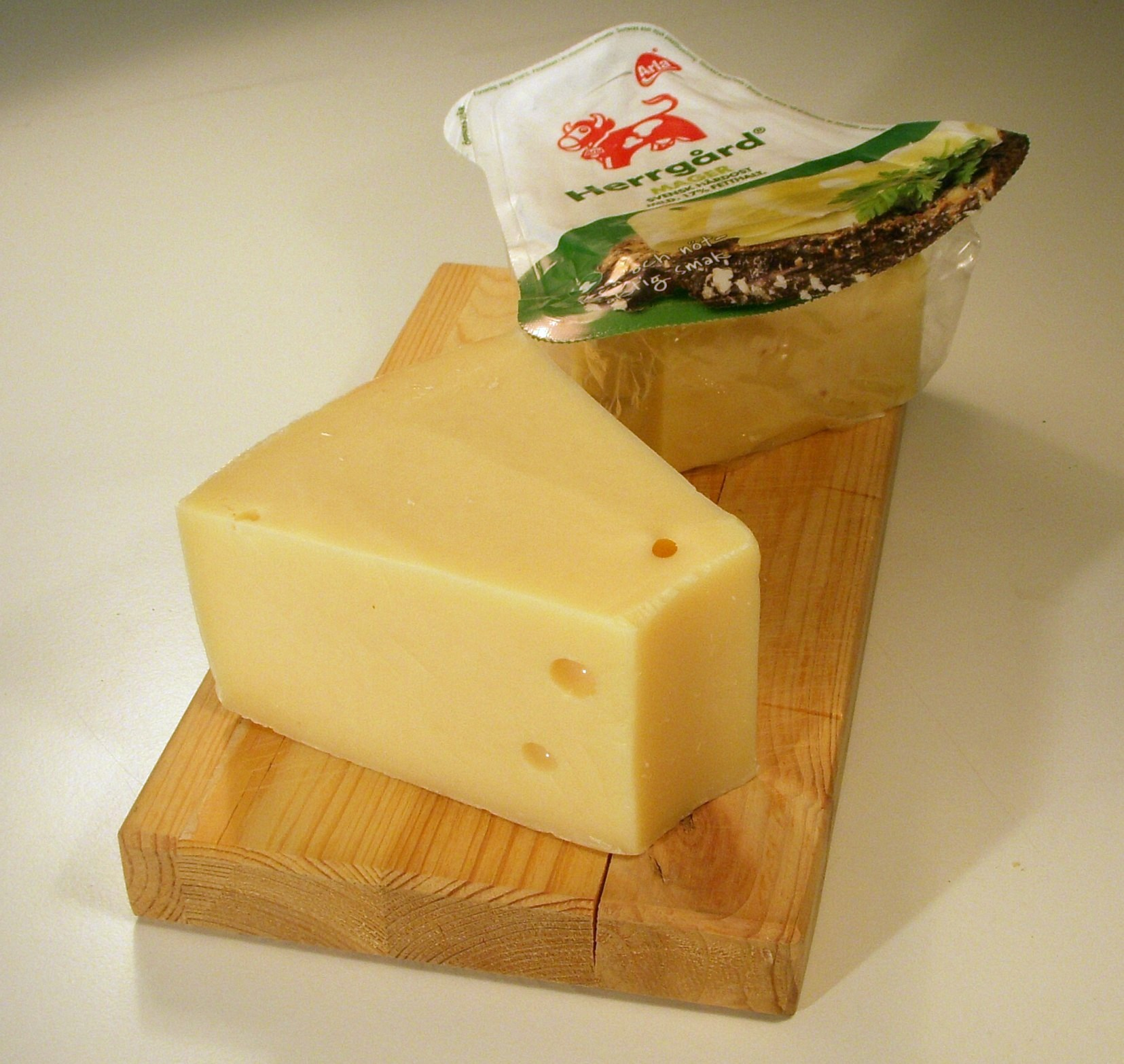
Gesneden parten

Herrgårdsost of Herrgårdskaas is een Zweedse gatenkaas met een nootachtig aroma. 

## Oorsprong
In 1786 gaf de Zweedse graaf Eric Ruuth in het Zuid-Zweedse Höganäs een Zwitserse kaasmeester de opdracht om in Zweden een kaas te maken die te vergelijken was met de Zwitserse Emmentaler. Het resultaat was een kaas met gaten, met een ietwat taaie consistentie. De kaas bleef een eeuw lang slechts op regionaal niveau bekend, tot de kaasvrouw Kristina Löfgren omtrent 1882 een kaas op deze basis verder ontwikkelde. Deze werd snel zeer populair en kreeg de naam Herrgårdsost (letterlijk "herenboerderijenkaas") verwijzend naar het landgoed Ruuthsbo.

## Kenmerken
De kaas heeft een wielvorm, met een doorsnede van 40 cm en een hoogte van 12 cm. Het gewicht ligt tussen 10 en 15 kg. Voor de handel wordt hij in driehoekige parten gesneden. De kaas bereikt na de rijping een vaste consistentie met enkele gaten tussen 5 en 8 mm groot. De kleur is bleekgeel. Het aroma is nootachtig en romig. Het vetgehalte wisselt tussen 17 en 31%.

## Vervaardiging
Voor de melk wordt koemelk genomen. Naast de melkzuurbacteriën wordt ook Propionibacterium freudenreichii ingezet, die bijvoorbeeld in de Emmentaler en Italiaanse harde kazen zoals de Grana padaoa voorkomt en zowel voor het nootachtige aroma en het koolzuur voor de gaten zorgt. Na het toevoegen van stremsel wordt de wrongel in een vorm geperst en gepekeld. Na het aanbrengen van een waslaag begint de rijping, die tussen 3 en 24 maanden duurt.